# Гарванлиев, Василь
Василь Гарванлиев (макед. Васил Гарванлиев; род. 2 ноября 1984 г.; также известный как Василь) — северомакедонский певец. Представитель Северной Македонии на конкурсе песни «Евровидение 2021», который прошёл в Роттердаме, Нидерланды.

## Карьера

### Конкурс песни Евровидение
Гарванлиев был бэк-вокалистом песни «Proud» в исполнении Тамары Тодевской на конкурсе песни «Евровидение-2019». 15 января 2020 года было объявлено, что национальная телекомпания MRT выбрала его в качестве представителя Северной Македонии на конкурсе песни «Евровидение 2020» в Роттердаме, Нидерланды.